# 伊東祐吉
伊東 祐吉（いとう すけよし）は、戦国時代の武将、日向国の戦国大名。日向伊東氏10代（伊東氏15代）当主。伊東祐充・義祐は同母兄。

## 概要
天文2年（1533年）、兄・祐充の死後まもなく、叔父伊東祐武が反乱を起こし、家中で専権を振るっていた外戚福永祐炳ら福永一族4人が自害に追い込まれた（武州の乱）。祐吉は荒武三省に擁立された兄の祐清（後の義祐）と共にこれを鎮圧したが、荒武三省が米良一揆に敗れて戦死すると、祐清を嫌った長倉祐省を始めとする重臣層によって次期当主に擁立され、家督を相続した。
宮崎城を居城とし、伊東氏の内紛に乗じて侵攻した県土持氏を撃退したが、天文5年（1536年）に病死した。享年20。